# Anti Cimex
Anti Cimex foi uma banda punk sueca formada em Gotemburgo.

## História
A banda foi formada em 1981 e lançou o single Anarchist Attack. Com isso, eles criaram as bases para o crust punk sueco. Separaram-se em 1986 quando o guitarrista Jocke deixou a banda, mas foi reformada em 1990 com Cliff Lundberg do Moderate Liquidation e Black Uniforms como guitarrista. A música então adquiriu influências de metal com músicas mais longas, algumas com mais de cinco minutos. A banda se separou novamente em meados da década de 1990; os membros formaram as bandas Wolfpack (mais tarde Wolfbrigade ; Tomas Jonsson) e Driller Killer (Cliff). Charlie Claesson tornou-se baterista do Not Enough Hate e mais tarde começou a tocar bateria na banda punk Troublemakers. Depois de 10 anos com Troublemakers, Charlie e Cliff voltaram a tocar juntos em Driller Killer.

### Membros
- Tomas Jonsson - vocais (82-93), baixo (81-82)
- Charlie Claeson - bateria, baixo
- Joakim "Joker" Pettersson - guitarra (81-86)
- Nils "Nillen" Andersson - cantor (81-82)
- Cliff Lundberg - guitarra (90-93)
- Lefty - baixo (91-93)
- Mats "Conrad" Skånberg - baixo (83-90)
- Patrik Granath - bateria (85)
- Bonni "Bonta" Pontén - camtor, guitarra (81)
- Sixten Andersson - baixo (84-85)
- Jean-Louis Huhta - percussão (84-87)
- Christian "Cutting" Hochholzer - baixo (82-83)

## Discografia

### Álbuns
- 1990 - Absolut Country of Sweden
- 1993 - Scandinavian Jawbreaker

### Singles, 7", EP
- 1982 - Anarkist Attack, 7" (gravado em dezembro de 1981)
- 1983 - Raped Ass, 7" (gravado em fevereiro de1983)
- 1984 - Victims of a Bombraid, EP
- 1986 - Criminal Trap, 12"

### Coletâneas e Ao Vivo
- 1993 - Made in Sweden (Ao Vivo), CD
- 1993 - Fucked in Finland (Ao Vivo), 7"/CD
- 2000 - Country of Sweden, CD
- 2006 - No Straight Edge, CD